# Blizzard de Saint-Gabriel
Ne doit pas être confondu avec le Blizzard de Saint-Gabriel de la Ligue de hockey senior A de la Mauricie.
Le Blizzard de Saint-Gabriel est une équipe de hockey sur glace qui était basée à Saint-Gabriel, ville du Québec au Canada et évoluait dans la Ligue de hockey semi-professionnelle du Québec. Elle finit les deux années en tête de sa division et remporte la première Coupe Futura de la LHSPQ en 1997 avant de déménager dans la ville de Joliette.

## Histoire de l'équipe
L'équipe fait partie de la Ligue senior majeure du Québec et rejoint la Ligue de hockey semi-professionnelle du Québec pour sa saison inaugurale en 1997. Lors de cette première saison, l'équipe est emmenée par Denis Paul, Jean Bourgeois et Richard Pion, trois meilleurs pointeurs de la ligue avec respectivement 92, 86 et 83 points. Denis Paul est également le meilleur buteur de la saison avec 42 filets.
L'équipe joue dans la section Ouest de la ligue et se classe meilleure équipe de la section. L'équipe parvient à passer toutes les rondes des séries en éliminant tour à tour les Rapides de Lachute, les Dragons du Haut-Richelieu puis les Coyotes de Thetford Mines. Saint-Gabriel joue la finale des séries contre le Nova d'Acton Vale, meilleure équipe de la saison régulière. Finalement le Blizzard remporte la première Coupe Futura en s'imposant quatre matchs à deux, dont la dernière rencontre sur le score de 11 à 5. Plusieurs joueurs de l'équipe sont mis en avant par des trophées de la LHSPQ : Denis Paul en remporte plusieurs : le trophée Claude Larose du meilleur joueur de la saison, le trophée Guy Lafleur du meilleur pointeur, le trophée Maurice Richard du meilleur buteur et enfin le trophée des médias du meilleur joueur des séries. Michel Caron remporte quant à lui le trophée Éric Messier du meilleur défenseur. Enfin, Paul, Bourgeois, Pion et Caron sont tous les quatre élus dans la première équipe d'étoiles de la ligue, le gardien de but de l'équipe, Denis Desbien, faisant partie de la seconde équipe.
Lors de la saison suivante, l'équipe termine une nouvelle fois en tête de sa division avec Denis Paul toujours en tant que meilleur pointeur de la ligue. Richard Pion est troisième pointeur et Mario Bélanger, cinquième mais également meilleur buteur de la LHSPQ. Le Blizzard élimine les Dinosaures de Sorel en première ronde et est directement qualifiée pour les demi-finales de la Coupe Futura. Les joueurs de Saint-Gabriel y affrontent le Nova d'Acton Vale qui prend sa revanche sur la saison passée en six matchs. Paul reçoit une nouvelle fois le trophée Lafleur avec 88 points alors que les 45 buts de Bélanger lui font remporter le trophée Richard ; Michel Caron remporte quant à lui son second trophée du meilleur défenseur et une place dans la première équipe d'étoiles. Paul est sélectionné dans la seconde équipe d'Étoiles.
Avant le début de la saison 1998-1999, la franchise du Blizzard quitte Saint-Gabriel et rejoint la ville de Joliette ; la franchise joue alors sous le nom de Blizzard de Joliette.
En automne 2010, sous l'impulsion de Gilles Piette ancien membre de l'équipe dans les années 1990, une nouvelle franchise, sans rapport avec l'ancienne, reprend le nom de Blizzard de Saint-Gabriel au sein de la ligue Senior A de la Mauricie.

## Statistiques
| Saison    | PJ | V  | D | N | DTB | BP  | BC  | Pts | Classement                    | Séries éliminatoires                                                                         |
| --------- | -- | -- | - | - | --- | --- | --- | --- | ----------------------------- | -------------------------------------------------------------------------------------------- |
| 1996-1997 | 36 | 26 | 7 | - | 3   | 192 | 131 | 55  | Première place, section Ouest | 3-2 Lachute 3-1 Haut-Richelieu 3-0 Thetford Mines 4-2 Acton Val Vainqueur de la Coupe Futura |
| 1997-1998 | 38 | 27 | 9 | - | 2   | 216 | 159 | 56  | Première place, section Ouest | 4-0 Sorel Passe droit 2-4 Acton Val                                                          |

## Personnalités de l'équipe

### Records de l'équipe
L'équipe du Blizzard utilise trente-neuf joueurs, dont deux gardiens de but, lors de sa première saison puis quarante la saison suivant dont trois portiers.
Bruno Ducharm, Denis Desbiens et Frédéric Renaud sont les trois gardiens utilisés par l'équipe en deux saisons alors qu'au total soixante-trois joueurs différents sont utilisés. Gilbert Capela est le joueur le plus utilisé avec soixante-treize parties jouées avec le Blizzard alors que Denis Paul est le meilleur buteur, passeur et pointeur de l'histoire de l'équipe avec 75, 105 et 180 ; Luc Carbonneau totalise 409 minutes de pénalité en deux saisons, le plus haut total de l'équipe,.

### Trophées et honneurs individuels
Plusieurs personnalités de l'équipe sont mis en avant au cours des deux saisons que l'équipe joue. Cette section présente les trophées et distinctions reçus par les joueurs du Blizzard :
- 1996-1997
  - Denis Paul : sélectionné dans la première équipe d'étoiles, trophée Claude Larose du meilleur joueur, trophée Guy Lafleur du meilleur pointeur, trophée Maurice Richard du meilleur buteur et trophée des médias du meilleur joueur des séries ;
  - Michel Caron : sélectionné dans la première équipe d'étoiles et trophée Éric Messier du meilleur défenseur ;
  - Jean Bourgeois : sélectionné dans la première équipe d'étoiles ;
  - Richard Pion : sélectionné dans la première équipe d'étoiles ;
  - Denis Desbien : sélectionné dans la seconde équipe d'étoiles.
- 1997-1998
  - Denis Paul : sélectionné dans la seconde équipe d'étoiles et trophée Lafleur ;
  - Mario Bélanger : trophée Richard ;
  - Michel Caron : sélectionné dans la première équipe d'étoiles et trophée Éric Messier.